# Lechovo
Lechovo (in greco Λέχοβο?) è una ex comunità della Grecia nella periferia della Macedonia occidentale di 1.227 abitanti secondo i dati del censimento 2001. Il villaggio presenta una comunità di lingua ed etnia albanese.
È stata soppressa a seguito della riforma amministrativa detta Programma Callicrate in vigore dal gennaio 2011 ed è ora compresa nel comune di Amyntaio.